# Музей історії ГУЛАГу

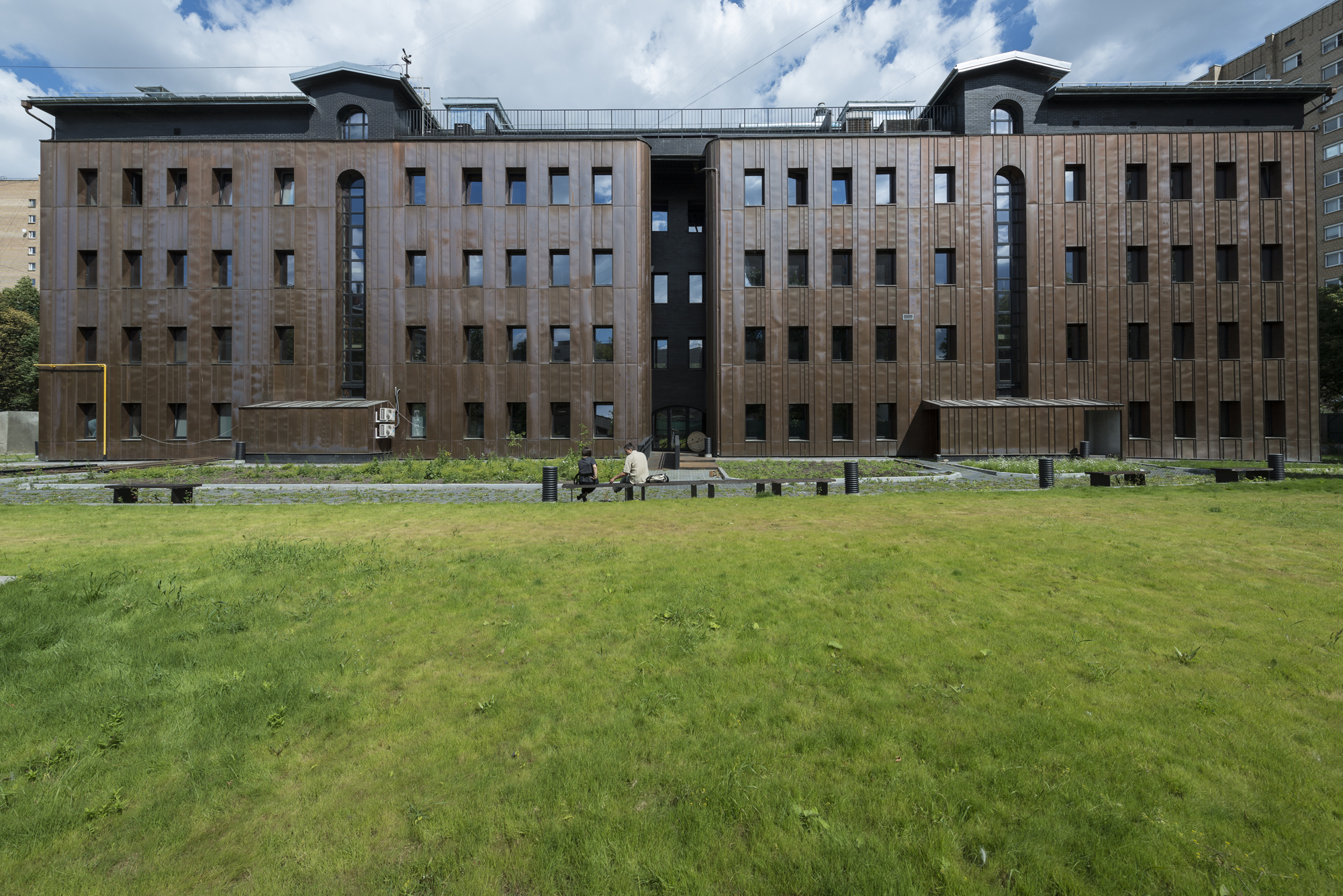
Фасад музею

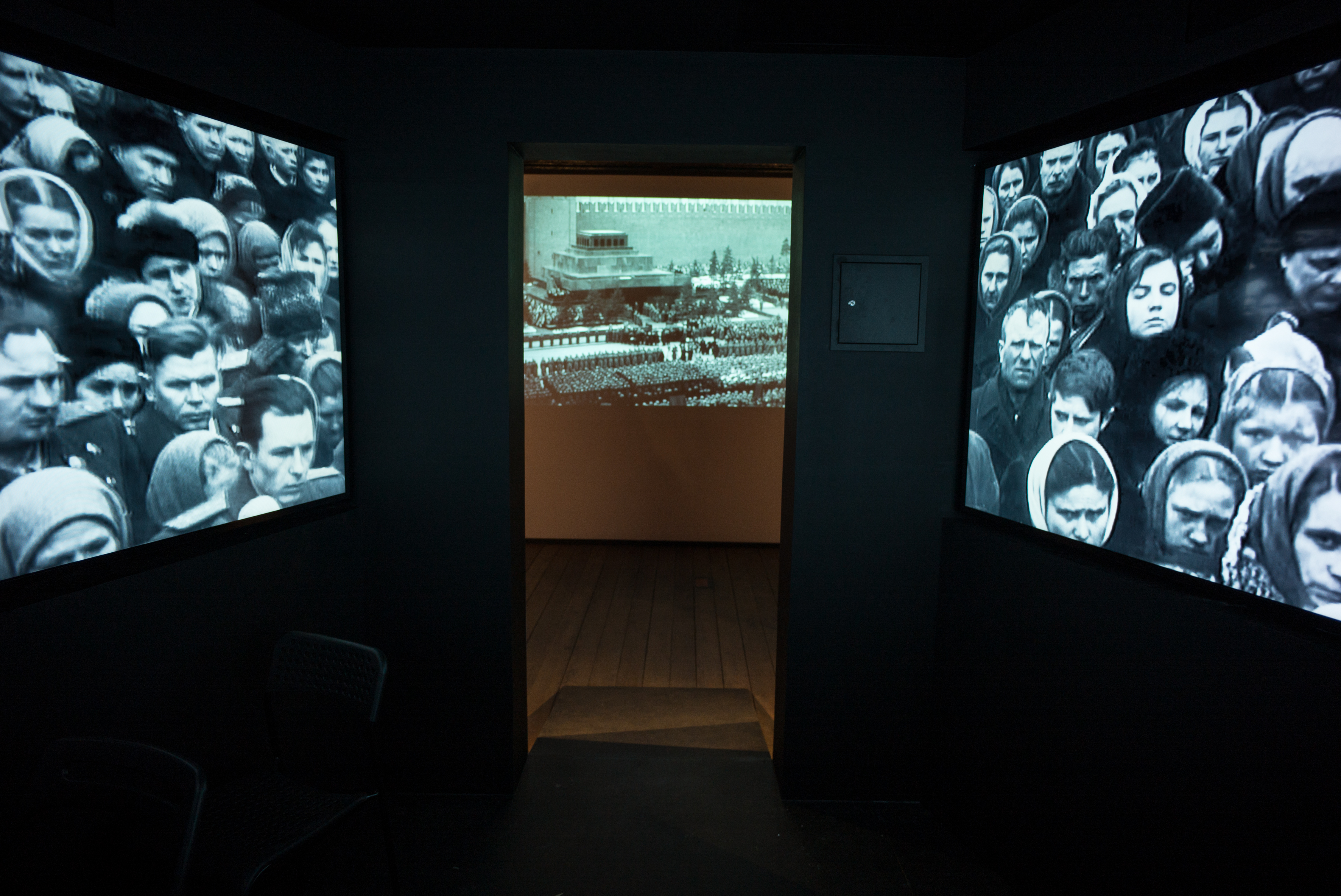
Експозиція музею

Державний музей історії ГУЛАГу — російська державна установа у місті Москва, Росія. Відкритий в 2001 році за особистою вказівкою мера Москви Ю. М. Лужкова.
Творець і перший керівник музею — Антон Володимирович Антонов-Овсієнко (1920-2013), син відомого революціонера і борця проти України В. О. Антонова-Овсієнка (1883-1938), розстріляного за рішенням Військової колегії Верховного суду СРСР. Сам А. В. Антонов-Овсієнко пройшов через табори ГУЛАГу як син «Ворога народу», особисті речі А. В. Антонова-Овсієнка послужили початком для створення експозиції Музею.
З 2012 року директором музею є Роман Володимирович Романов.
2022 року музей тимчасово призупинив свою роботу у зв'язку з сучасними репресіями з боку режиму Путіна.